# یاسمینا علی
خدیجه کوهن (زادنام خدیجه علی؛ متولد ۱ دسامبر ۱۹۹۳)، معروف به یاسمینا الی (به انگلیسی: Yasmeena Ali) یک هنرپیشه پورنوگرافی افغان-بریتانیایی است. علت شهرت او بیشتر به دلیل مشارکت در یک پرونده جنایی در سال ۲۰۲۰ است، که در آن پدر و پسر عمویش قصد داشتند او را به دلیل انتخاب شغلش و به دلیل گرویدن به یهودیت از اسلام بکشند.

## زندگی‌نامه
خدیجه توخی در یک خانواده در منطقه تحت حکومت طالبان در کابل در ۱ دسامبر ۱۹۹۳ به دنیا آمد. هنگامی که هفت ساله بود، به همراه خانواده اش به انگلستان مهاجرت کرد . پدر و مادرش او را به عنوان یک مسلمان، سختگیرانه بزرگ کردند، اما او در سن ۱۹ سالگی پس از اخراج از خانه خانواده به دلیل آشنایی با یک پسر یهود به یهودیت گروید.
علی زمانی که با کارگردان پورنوگرافی دیوید کوهن آشنا شد، کار خود را آغاز کرد. سپس با او ازدواج کرد آنها قبلاً در اتریش زندگی می‌کردند و در سال ۲۰۱۷ به اسلواکی مهاجرت کردند علی در سال ۲۰۲۰ درگیر یک پرونده جنایی شد، زمانی که پدر و پسر عمویش به دلیل توطئه قتل او دستگیر شدند، زیرا او اسلام را ترک کرده بود و با انتخاب شغل خود «خانواده را رسوا کرده بود». آژانس ملی جنایات بریتانیا اعلام کرد که این دو در سال ۲۰۱۸ چندین سفر به اسلواکی داشتند تا او را پیدا کنند و یک قاتل پیشنهاد کشتن او را در ازای ۷۰ هزار دلار داد.
علی اکنون مدافع حقوق زنان است و «فعالان لیبرالی را که چشمان خود را بر نقض این حقوق توسط اسلام می‌بندند را محکوم می‌کند».